# 詹京霖
詹京霖（ Ching-Lin CHAN，1980年—），台灣導演、編劇、剪輯師、大學教師。2023年擔任第60屆金馬獎初選評審委員。

## 作品

### 短篇電影
- 2007年 劇情片《彼女》（The Others）（導演、編劇、攝影）
- 2008年 劇情片《鎖匠先生的秘密》（May I Keep Your Key？）（導演、編劇、剪輯）
- 2012年 劇情片《狀況排除》（A Breath from the Bottom）（導演、編劇、剪輯、製片）
- 2015年 劇情片《花之秘》（The Heart Of Flora）（導演、編劇）
- 2015年 劇情片《理想狀態》（My Dream Place Born in 60 Seconds）（導演）
- 2017年 紀錄片《電影正發聲》（IN PERSON-SCORE）（攝影）
- 2018年 紀錄片《你的電影我的生活》（Is LIFE a Movie）（導演、編劇、剪輯）

### 長篇電影
- 2022年 劇情片《一家子兒咕咕叫》（Coo-Coo 043）（導演、編劇、剪輯）

### 電視電影
- 2016年 劇情片《川流之島》（The Island of River Flow）（導演、編劇、剪輯）
- 2017年 劇情片《TMD天堂》（Their Heaven）（執行製作）
- 2020年 劇情片《九孬》（The North-Ming Fish）（製片）

## 獎項紀錄
| 年份   | 頒獎典禮               | 獎項                     | 作品                 | 結果 |
| ------ | ---------------------- | ------------------------ | -------------------- | ---- |
| 2008年 | 第30屆金穗獎           | 最佳劇情DV類             | 《彼女》             | 提名 |
| 2010年 | 第32屆金穗獎           | 學生作品獎               | 《鎖匠先生的秘密》   | 提名 |
| 2012年 | 2012金馬創投會議       | 百萬首獎                 | 《迷幻在日落前》     | 獲獎 |
| 2012年 | 2012金馬創投會議       | 聲色盒子獎               | 《迷幻在日落前》     | 獲獎 |
| 2012年 | 2012金馬創投會議       | 現代電影獎               | 《迷幻在日落前》     | 獲獎 |
| 2013年 | 第15屆台北電影獎       | 最佳導演獎               | 《狀況排除》         | 獲獎 |
| 2013年 | 第50屆金馬獎           | 最佳創作短片獎           | 《狀況排除》         | 提名 |
| 2014年 | 第36屆金穗獎           | 一般作品獎-優等獎        | 《狀況排除》         | 獲獎 |
| 2016年 | 第51屆金鐘獎           | 迷你劇集／電視電影獎     | 《川流之島》         | 獲獎 |
| 2016年 | 第51屆金鐘獎           | 迷你劇集／電視電影導演獎 | 《川流之島》         | 獲獎 |
| 2016年 | 第51屆金鐘獎           | 迷你劇集／電視電影編劇獎 | 《川流之島》         | 獲獎 |
| 2016年 | 第51屆金鐘獎           | 剪輯獎                   | 《川流之島》         | 提名 |
| 2017年 | 第12屆華語青年影像論壇 | 劇情長片                 | 《川流之島》         | 提名 |
| 2017年 | 第12屆華語青年影像論壇 | 年度新鋭導演             | 《川流之島》         | 獲獎 |
| 2017年 | 第12屆華語青年影像論壇 | 年度新鋭編劇             | 《川流之島》         | 獲獎 |
| 2017年 | 第12屆華語青年影像論壇 | 年度新鋭剪輯師           | 《川流之島》         | 提名 |
| 2017年 | 第54屆金馬獎           | 最佳新導演獎             | 《川流之島》         | 提名 |
| 2018年 | 第12届FIRST青年電影展  | 最佳劇情短片獎           | 《你的電影我的生活》 | 提名 |
| 2018年 | 第5屆重慶青年電影展    | 最佳劇情片獎             | 《你的電影我的生活》 | 獲獎 |
| 2018年 | 第5屆重慶青年電影展    | 最佳導演獎               | 《你的電影我的生活》 | 獲獎 |
| 2022年 | 第59屆金馬獎           | 國際影評人費比西獎       | 《一家子兒咕咕叫》   | 獲獎 |
| 2022年 | 第59屆金馬獎           | 最佳劇情片               | 《一家子兒咕咕叫》   | 獲獎 |
| 2022年 | 第59屆金馬獎           | 最佳導演獎               | 《一家子兒咕咕叫》   | 提名 |
| 2022年 | 第59屆金馬獎           | 最佳原著劇本獎           | 《一家子兒咕咕叫》   | 提名 |
| 2022年 | 第59屆金馬獎           | 最佳剪輯獎               | 《一家子兒咕咕叫》   | 提名 |
| 2023年 | 第4屆台灣影評人協會獎  | 最佳影片                 | 《一家子兒咕咕叫》   | 提名 |
| 2023年 | 第4屆台灣影評人協會獎  | 最佳導演                 | 《一家子兒咕咕叫》   | 提名 |
| 2023年 | 第4屆台灣影評人協會獎  | 最佳劇本                 | 《一家子兒咕咕叫》   | 提名 |

## 外部連結
- 詹京霖在互联网电影资料库（IMDb）上的資料（英文）
- 詹京霖在豆瓣上的资料（简体中文）